# グルコセレブロシダーゼ

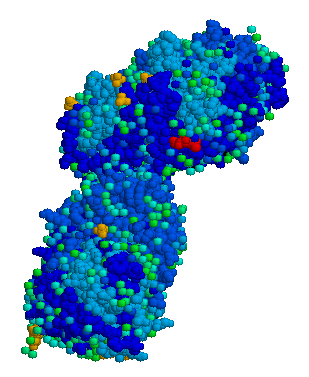
Acid β-グルコセレブロシダーゼ

グルコセレブロシダーゼ（glucocerebrosidase; EC 3.2.1.45）は、真核細胞生物の細胞内ライソゾームに局在する加水分解酵素である。生体糖脂質であるGlc-Cer（グルコセレブロシド）の糖と脂質の脱水縮合部位を加水分解する反応を触媒する。

## 反応機構

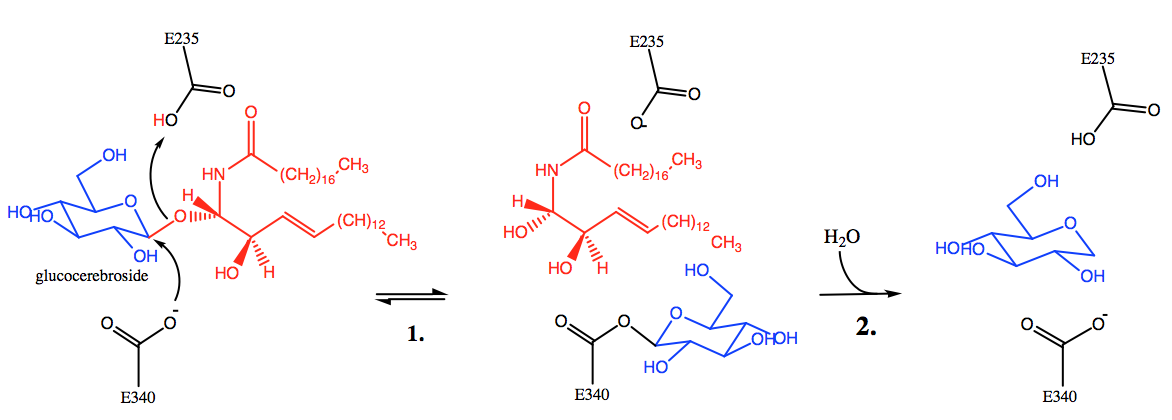
グルコセレブロシドの赤い部分がセラミドで、青い部分がグルコースである。まず、黒で書かれた酵素の340番目のアミノ酸の側鎖がグルコースの1位の炭素に求核攻撃を行い、グルコースの1位の炭素と共有結合を形成する。これによってセラミド部分を切り離すと同時に、黒で書かれた酵素の235番目のアミノ酸残基がプロトンをセラミドの酸素に引き渡すことで、セラミド部分が遊離してゆく。次に、水分子がグルコースの結合した340番目のアミノ酸側鎖からグルコースを切り離し、235番目のアミノ酸にプロトンを引き渡すことで、酵素が初期状態に戻る。

## 疾患との関係
グルコセレブロシダーゼが遺伝的要因により先天的に欠損して発生するのが、ゴーシェ病 (Gaucher's disease) である。